# 西藏自治区筹备委员会办公楼
西藏自治区筹备委员会办公楼位于中国西藏自治区拉萨市，是西藏自治区筹备委员会的办公楼。

## 简介
该建筑于1956年竣工，其址原为雪策林卡。该建筑与1956年竣工的雪林多吉颇章相邻。该楼现在在中国共产党西藏自治区委员会大院内。